# Imad Mughniyeh
Imad Mughniyeh, född 7 december 1962 i Tayr Dibba i södra Libanon, död 12 februari 2008 i Damaskus i Syrien, var en libanesisk ledande medlem och militär befälhavare inom Libanons islamiska jihadorganisation och Hizbollah. 
Mughinyeh är misstänkt för att ha planerat en rad dåd mot amerikanska och israeliska mål. Han är bland annat misstänkt för att ligga bakom bombningarna mot amerikanska och franska styrkor i Beirut 1983 och attacken mot Israels ambassad i Buenos Aires i Argentina 1992. Mughniyah fanns på EU:s lista över mest eftersökta terrorister. På USA:s lista över mest eftersökta terrorister erbjöds en belöning på 5 miljoner dollar till den som kunde hitta Mughniyeh. Mughniyeh dödades i Damaskus den 12 februari 2008 av en bilbomb i närheten av ett bostadsområde. 

## Mughniyahs förmodade terroristdåd
Mughniyah var internationellt eftersökt för:   
- Bomben mot USA:s ambassad i Beirut, Libanon (1983) med 63 dödsoffer.
- Bomberna mot internationella fredsbevarande styrkor i Beirut (1983) med över 300 döda.
- Kapningen av ett TWA-plan (1985) inklusive ett mord.
- Bomben mot Israels ambassad i Buenos Aires (1992) med 29 döda.
- Bomben mot det judiska centret i Buenos Aires (1994) med 95 döda.
- Kidnappningar och mord av dussintals västerlänningar i Libanon.
- Kidnappningar av de israeliska soldaterna Benny Avraham, Adi Avitan, Omar Souad, Eldad Regev och Ehud Goldwasser.